# Hoe het groeide

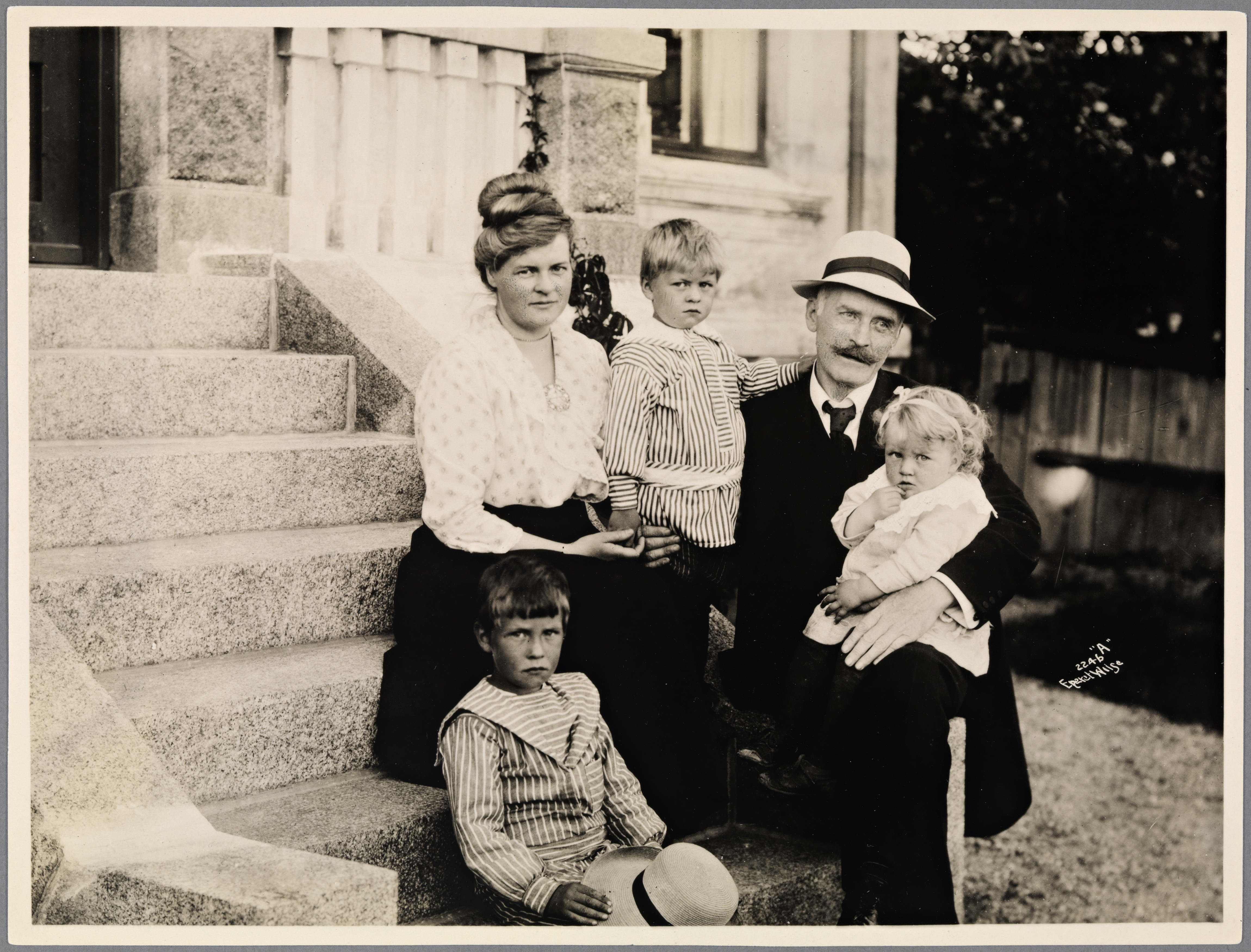
Hamsun met zijn familie in 1917.

Hoe het groeide (Noors: Markens Grøde) is een roman van de Noorse schrijver Knut Hamsun uit 1917. Met name voor deze roman kreeg Hamsun in 1920 de Nobelprijs voor Literatuur uitgereikt.

## Genre en verhaal
"Hoe het groeide" kan gezien worden als een soort robinsonade. Het boek vertelt over Isac, die in een woest gebied in Noord-Noorwegen een stuk land ontgint en samen met zijn vrouw Inger en hun kinderen moeizaam zwoegend een bloeiend boerenbedrijf weet op te bouwen. De roman is niet alleen het verhaal van "de zegen der aarde" en de geschiedenis van een ploeterende landbouwer, het is ook de roman van een gezin, met crises en ups en downs, dat zelfs zes jaar lang de moeder moet ontberen, maar dat onder alle omstandigheden functioneert. In het tweede deel valt de nadruk op de verstandhouding tussen de oudere en de jongere generatie, die in volle harmonie het slot van de roman beheersen. "Hoe het groeide" is verder ook een roman over het samenleven van man en vrouw, zonder romantische, idealiserende en moraliserende elementen. Met een minimum aan middelen schetst Hamsun twee mensen met feilen en gebreken, maar met een vermogen tot wederzijds begrip en een zeker weten elkaar nodig te hebben in voor- en in tegenspoed, mensen die zonder wrok leren leven met elkaar. 

## Literaire kritiek
In de tijd van verschijnen werd de Hoe het groeide geprezen als een meesterwerk en hoogtepunt in Hamsuns oeuvre, met name ook in het buitenland (Duitsland). Hoewel het meesterschap van Hamsun door de hele roman herkenbaar blijft en die daardoor nog altijd lezenswaardig is, mag de thematiek heden ten dage als enigszins verouderd worden beschouwd. De eenvoudige boerenmaatschappij en het leven "dicht bij de aarde" werden na de Tweede Wereldoorlog geleidelijk als maatschappelijke ideaalbeelden achterhaald. Vandaag de dag trekt Hamsun vooral (nieuwe) lezers met zijn in een brandende intensiteit geschreven vroege lyrisch-romantische werken, zoals Mysteriën en Pan.

## Openingszin
Dat lange, lange pad, dat over het moeras en door de bossen loopt, wie heeft dat gebaand.